# Litanei
Die Litanei (altgr. λιτή litḗ ‚Bitte‘, ‚Flehen‘) ist eine Form des gemeinschaftlichen Gebets, bei der von einem Vorbeter, Diakon oder Kantor (eventuell auch von einer Schola) Anliegen oder Anrufungen vorgetragen und von der Gemeinde mit einem gleichbleibenden Ruf (zum Beispiel „erbarme dich unser“ oder „bitte für uns“) beantwortet werden. Dieses gleichbleibende Element einerseits und der Wechselgesang andererseits geben dem Litaneigebet einen meditativen Charakter.
Man unterscheidet
- Anliegenlitaneien, bestehend aus Fürbitten in aktuellen Anliegen, und
- Anrufungslitaneien, in denen Gott oder die Heiligen angerufen werden.

Die bedeutendste Litanei, die Allerheiligenlitanei, verbindet Anrufungen und Fürbitten.

## Geschichte
Litaneiartige Gesänge und Gebete gibt es in vielen Religionen. Das Christentum übernahm diese Gebetsform aus dem Judentum (ein Beispiel für eine Litanei im Alten Testament ist der Psalm 136) und aus den antiken Kulten.
Im Mittelalter waren Litaneien sehr beliebt; auf 1250 wird die Litanei des Heinrich von Seckau datiert, und bis zum 16. Jahrhundert entstanden unzählige Anrufungslitaneien. 1601 beschränkte Papst Clemens VIII. die Verwendung von Litaneien innerhalb der Liturgie,:S. 146 Fußnote 249 um unerwünschten Entwicklungen entgegenzusteuern; zugelassen wurden ausschließlich die Allerheiligenlitanei und die Lauretanische Litanei. In jüngerer Zeit wurden die Litanei vom Namen Jesu (1886), vom Herzen Jesu (1891):S. 124, vom heiligen Josef (1909) und vom kostbaren Blut (1960):S. 129 päpstlich approbiert. Mit der Reform des Codex Iuris Canonici 1983 wurde diese Approbationspflicht aufgehoben.

## Litaneien im Gottesdienst
In der Heiligen Messe und dem Stundengebet der katholischen Kirche kommt mit dem Kyrie eleison eine kurze Anrufungslitanei vor. Die Liturgiereform des Zweiten Vatikanischen Konzils gab darüber hinaus litaneiartigen Fürbitten in der Liturgie der katholischen Kirche einen neuen Stellenwert. Von den Anrufungslitaneien hat die Allerheiligenlitanei häufiger einen Platz in der Liturgie: Sie wird bei der Spendung einiger Sakramente und Sakramentalien gesungen, wie der Tauffeier in der Osternacht, in der Weiheliturgie, der Jungfrauenweihe und der ewigen feierlichen Profess von Ordensleuten, der Benediktion eines Abtes bzw. einer Äbtissin sowie bei der Kirchweihe. Zwei weitere Litaneien finden sich heute im Rituale Romanum für den Ablauf einzelner Segnungsgottesdienste: die Lauretanische Litanei und die Litanei für den Ritus der Krönung eines Bildes der seligen Jungfrau Maria.  Bei Andachten und Prozessionen werden unterschiedliche weitere Anrufungslitaneien verwendet.
Die Liturgie der Ostkirchen enthält bis heute eine große Anzahl von Litaneien, bald vom Typ der „Synapte“ (τοῡ κυρίου δεηθῶμεν ‚zum Herrn lasset uns flehen‘), bald von jenem der „Ektene“ (δεόμεθά [σου] ‚wir flehen [dich] an‘). Vornehmlich im slavischen Christentum werden beide Typen unterschiedslos als Ektenien bezeichnet. Als Vorbeter fungiert eigentlich ein Diakon, bei dessen Abwesenheit ein Priester.
In der evangelischen Kirche wird bis heute die 1529 von Martin Luther verfasste Deutsche Litanei im Gottesdienst verwendet (siehe Evangelisches Gesangbuch 192; Evangelisches Kirchengesangbuch 138). Luthers Litanei, verfasst unter dem Eindruck des Vormarsches der türkischen Heere auf Wien, basiert auf der Allerheiligenlitanei, aus der er die Anrufung zahlreicher Heiliger ausschied.

## Litaniae maiores und Litaniae minores – Rogationes
Die Flurprozessionen am 25. April („Markusprozession“) und an den Bitttagen vor dem Fest Christi Himmelfahrt wurden bis zum Zweiten Vatikanischen Konzil als Litaniae maiores („große Litaneien“, 25. April) bzw. Litaniae minores  („kleine Litaneien“ an den Bitttagen) bezeichnet, weil sie mit dem Gesang der Allerheiligenlitanei begannen und von inständigem Bittgebet begleitet wurden. Der heilige Johannes Chrysostomos ordnete im April 399 wegen anhaltenden Regenwetters einen Bittgang, „litaniae“ genannt, an. In der gallischen Liturgie sprach man dann von rogationes (von lateinisch rogare „bitten, flehen“).

## Verwendung des Begriffes in der Alltagssprache
Umgangssprachlich wird das Wort „Litanei“ auch in abwertender Form für eine endlose Aufzählung oder ein eintöniges Gerede verwendet.